# Шаронов, Михаил Фёдорович

Памятник Шаронову М. Ф. в посёлке Форносово

Михаи́л Фёдорович Шаро́нов (2 (15) октября 1914 — 17 января 1944) — советский лётчик-истребитель, старший лейтенант, командир эскадрильи 191-го истребительного авиационного полка 275-й истребительной авиационной дивизии 13-й воздушной армии Ленинградского фронта, старший лейтенант. Сбил семь вражеских самолётов. Погиб во время тарана. Герой Советского Союза, посмертно.

## Биография
Родился 2 (15) октября 1914 года в деревне Городище Муромского уезда Владимирской губернии в крестьянской семье. Окончил индустриальный техникум в Павлово. Работал в артели «Красная заря» в родной деревне Городище и мастером на заводе «Труд» в посёлке Вача.

### Служба в рядах Красной Армии
- В 1936 году призван в ряды Красной Армии.
- Учёба в Чугуевском военном авиационном училище (май 1937 — январь 1940). После окончания училища получил звание младший лейтенант.
- 160-й резервный истребительный авиационный полк (январь 1940 — октябрь 1941). Начало Великой Отечественной войны встретил в районе Одессы, где 27 июня 1941 года одержал первую победу — сбил истребитель Ме-109.
- 796-й истребительный авиационный полк, Волховский фронт (октябрь 1941 — апрель 1942). В 1941 вступил в КПСС. Получил звание лейтенант. Во время боевого вылета в апреле 1942 года в воздушном бою получил лёгкое ранение.
- Учёба в Военно-воздушной академии (апрель 1942 — август 1943). Во время учёбы участвовал в боях на Северо-Кавказском фронте (1942), где сбил второй вражеский самолёт, и в операции по прорыву блокады Ленинграда (1943). Получил звание старший лейтенант.
- 191-й истребительный авиационный полк (август 1943 — январь 1944). Назначен командиром эскадрильи. Осенью 1943 года награждён орденом Красного Знамени. Участвуя в ряде воздушных боёв, довёл счёт сбитых вражеских самолётов до семи.

### Подвиг
В январе 1944 года во время операции по окончательному снятию блокады Ленинграда эскадрилья старшего лейтенанта М. Ф. Шаронова осуществляла прикрытие штурмовиков, наносивших удары по позициям германских войск, делая по несколько вылетов день. 17 января 1944 года в районе Аннолово — Новолисино — разъезд Стекольный штурмовики под прикрытием эскадрильи Шаронова атаковали наземные войска противника. Так как немецких истребителей в этом районе не оказалось, истребительная эскадрилья Шаронова стала атаковать автоколонну с горючим и боеприпасами, двигавшуюся к фронту. Во время третьего захода истребитель Шаронова был подбит огнём зенитной артиллерии. Тогда лётчик направил свой горящий самолёт в автоколонну.
Указом Президиума Верховного Совета СССР «О присвоении звания Героя Советского Союза офицерскому, сержантскому и рядовому составу Красной Армии» от 13 февраля 1944 года за «образцовое выполнение боевых заданий командования на фронте борьбы с немецкими захватчиками и проявленные при этом отвагу и геройство» удостоен посмертно звания Героя Советского Союза.

## Память о М. Ф. Шаронове
- Памятник в посёлке Форносово Тосненского района Ленинградской области (установлен в 1979 году).
- Памятник (бюст) в посёлке Вача Нижегородской области.
- Мемориальная доска на доме, в котором родился М. Ф. Шаронов, в посёлке Вача Нижегородской области.